# Družba Bilderberg
Bilderberški skup je naziv za neslužbeni godišnji skup zatvorenog tipa, s oko 200 gostiju, koji se održava od 1954. godine. Većinu sudionika predstavljaju međunarodno utjecajne osobe na području poduzetništva, medija i politike. Prema nekim teorijama urote, ali i realističnijim procjenama objavljenima u uglednim medijima, jedna je od najmoćnijih političkih, medijskih, ekonomskih poslovnih skupina, a sastaje se na raznim lokacijama jednom na godinu radi raspravljanja o budućnosti svijeta. Neki grupu optužuju da potajno vlada i upravlja svijetom preko EU, G8, WTO, Svjetskog ekonomskog foruma itd. Članovi skupine su predsjednici država, ministri, vlasnici korporacija, bankari, industrijalci, predstavnici medijskog kartela itd. 
U grupi središnju ulogu ima ekstremno bogati David Rockefeller, osnivač i do danas notorno jedini član tzv. "Member Advisory Group", tj. osoba koja ima neprikosnovenu zadnju riječ u odlučivanju koga će se pozvati na Bilderberško okupljanje. 
Neki od poznatijih članova su Henry Kissinger, David Cameron, Carl Bildt, Gari Kasparov, John Kerry, Romano Prodi, Mario Monti, Viviane Reding. U prošlosti, navodni su članovi bili Margaret Thatcher,  Cyrus Vance, George Shultz, Helmut Kohl, François Mitterrand . Najnoviji su članovi Bill Clinton i Hillary Rodham Clinton, Tony Blair, Gordon Brown, lord Peter Mandelson, Paddy Ashdown, Norman Lamont, lord William Waldegrave, Malcolm Rifkind, Alan Greenspan, Andrew Knight, Umberto Agnelli, John Monks. 
Bilderberški skup je usko povezan s Trilateralnom komisijom, čije je članstvo (koje čini nešto manje od 400 iznimno utjecajnih pojedinaca iz političkog i poslovnog svijeta) stalno, za razliku od sastanaka Bilderberškog skupa, na koju se ugledne učesnike poziva ad hoc. Ulazak u bilo koju od tih grupa predstavlja ulaz u jednu te istu internacionalnu elitu, međutim se - prema dostupnim podacima - od članova Trilatelarne komisije traži stalniji angažman. 

## Vanjske poveznice
- Službena stranica "Bilderberg Meetings"
- "Bilderberg: The ultimate conspiracy theory", Jonathan Duffy za BBC 03.06.2004.
- Bilderberg.org
- "The Bilderberg Group: fact and fantasy", Iain Hollingshead za "The Telegraph", 04.07.2010.
- "Bilderberg: The Uberpowerful Global Elite Meet Behind Closed Doors in St. Moritz", Anne Fournier, za "Le Temps"/"Worldcrunch"/"The Time", 09.06.2011.  Arhivirana inačica izvorne stranice od 6. studenoga 2013. (Wayback Machine)